# Metrosideros excelsa
Metrosideros excelsa ist eine Pflanzenart innerhalb der Familie der Myrtengewächse (Myrtaceae). Der in Neuseeland geläufige Name Pōhutukawa stammt von den Māori. Er wird auch New Zealand Christmas Tree oder wie viele andere Pflanzenarten Eisenholzbaum genannt.

## Beschreibung
Metrosideros excelsa wächst als immergrüner, öfters mehrstämmiger Baum, der gewöhnlich Wuchshöhen von 15 bis über 20 Metern erreicht. Die meist große, ausladende Baumkrone ist rund ausgebildet. Einzelstehende größere Exemplare bilden Luftwurzeln aus, um die weit ausragende Krone besser zu stützen. Der kurze Stamm erreicht Durchmesser von 2 bis 3 Metern. Die bräunliche bis gräuliche Borke ist rissig oder furchig bis in Streifen abblätternd.
Die einfachen, dickledrigen und kurz gestielten Laubblätter sind kreuzgegenständig oder in Büscheln angeordnet und 4–10 Zentimeter lang. Sie sind eiförmig bis verkehrt-eiförmig, ganzrandig und unterseits weißlich behaart sowie rundspitzig bis spitz.
Die zwittrigen, dickgestielten Blüten sind fünfzählig mit doppelter Blütenhülle. Die außen dicht weißlich behaarten, kleinen Kelchblätter sind dreieckig an einem außen dicht weißlich behaarten Blütenbecher. Die kleinen Petalen sind rötlich. Es sind viele 2,5–3,7 Zentimeter lange Staubblätter vorhanden, welche die Blütenfarbe bestimmen. Der Fruchtknoten, mit oberseits einem Diskus, ist mittelständig mit einem dicklichen, langen und roten Griffel mit kopfiger, kleiner und flacher Narbe. Ein Metrosideros excelsa bringt eine große Anzahl von roten Blüten, seltener auch gelben Blüten, hervor. Diese den ganzen Baum bedeckende Blütenpracht und der Zeitraum der vollen Blüte im Südhemisphärensommer zwischen Mitte Dezember und Mitte Januar führten zur Bezeichnung „Weihnachtsbaum“. Abhängig vom Standort des Exemplars können aber auch noch Ende Februar einzelne blühende Bäume gesichtet werden.
Es werden kleine, dreiklappige, lokulizidale und behaarte Kapselfrüchte (Scheinfrucht) gebildet mit vielen kleinen, sehr leichten, etwa 3 Millimeter langen, schmalen Samen.
Die Chromosomenzahl beträgt 2n = 22.

## Verbreitung
Metrosideros excelsa kommt vorrangig in den Küstenregionen der Nordinsel Neuseelands vor, wobei sowohl einzelstehende Bäume als auch ganze Wälder anzufinden sind. Der Pōhutukawa-Baum in Te Araroa in der Nähe des East Cape soll mit einem Alter von ungefähr 600 Jahren der älteste und größte Baum seiner Art in Neuseeland sein. Pōhutukawas sollen bis über 1000 Jahre alt werden.

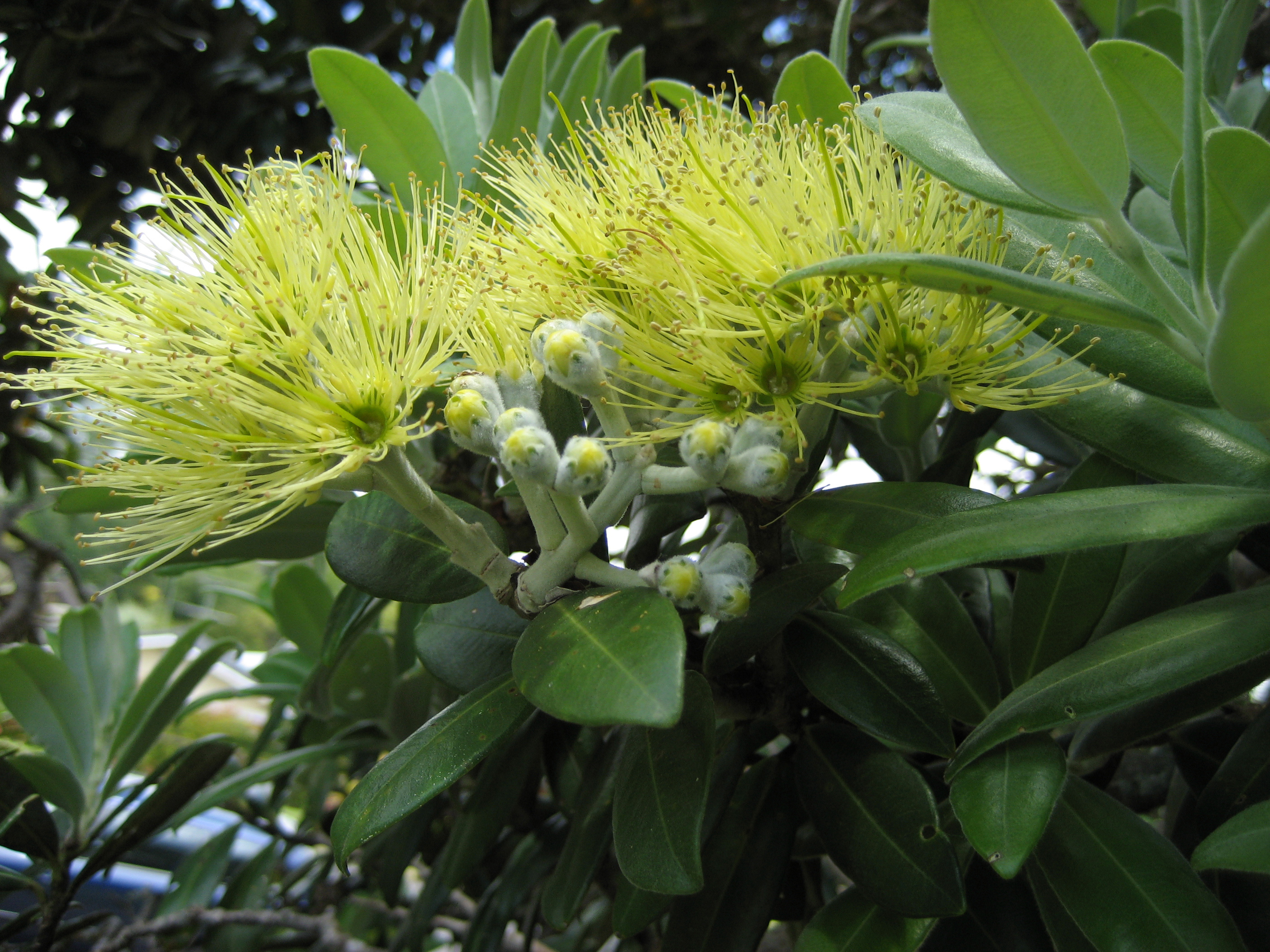
Gelbblütiges Cultivar

Das Cultivar Aurea mit gelben Blüten stammt von einigen Bäumen ab, die im Jahre 1940 auf Motiti Island in der Bay of Plenty entdeckt wurden.

## Gefährdung
In Neuseeland wird Metrosideros excelsa durch die Possumpopulation gefährdet, die ursprünglich aus Australien nach Neuseeland zur Pelzgewinnung eingeführt wurde. Die Possums fressen das Blattwerk und die Knospen der Bäume und können diese so zum Absterben bringen.

## Nutzung und Mythologie
Metrosideros excelsa wurde an der Küste von Kalifornien eingeführt, wo er inzwischen ein sehr populärer Straßen- und Grünanlagenbaum ist. Die Friends of the Urban Forest („Freunde des städtischen Waldes“) aus San Francisco schätzen, dass es der am drittmeisten gepflanzte Baum in San Francisco innerhalb der letzten zwei Jahrzehnte ist. Weitere Verbreitung gefunden hat der Baum inzwischen auch in Europa, u. a. in Spanien sowie auf Madeira und den Azoren.
Mit dem Metrosideros excelsa werden in der Mythologie der Māori zahlreiche Legenden verbunden. Ein alter Pōhutukawa am Cape Reinga / Te Rerenga Wairua gilt der Legende nach als Eingang für die Geister der Toten auf dem Weg in ihre Heimat Hawaiki.